# كامينا فورلا
كامينا بلد المصرين
(Καμένα Βούρλα) هي مدينة في فثيوتيس في مقاطعة كينتريكي إلادا في اليونان.
يبلغ عدد سكانها حوالي 2,796 نسمة بحسب تعداد 2011. ويبلغ مساحة الوحدة الإدارية 117.496 كـم2.

## الجغرافيا
تقع كامينا فورلا على الساحل الجنوبي لخليج ماليان، وتبعد مسافة 4 كـم (2 ميل) غربيّ رأس كنيميس الذي يفصل خليج ماليان عن الخليج الوابي الشمالي. وتبرز جبال كنيميس جنوب البلدة، ويمر منها الطريق السريع الأول الذي يصل العاصمة أثينا مع سلانيك.

## الينابيع والدير
اكتسبت ينابيع كامينا فورلا الشهيرة أهميتها حوالي عام 1926 عندما اكتشف الكيميائي ميخائيل بيرتيسيس وجود تركيز عالي للرادون بصورة استثنائية في المياه، والذي اعتبره الكثيرين ذات قيمة كبيرة للصحة. وبدأت أول الفنادق بالظهور بعد مضي ما يقرب عشر سنوات خلال ثلاثينيات القرن العشرين. وتحولت كامينا فورلا إلى معلم سياحي بعد الحرب العالمية الثانية.
يوجد دير معروف باسم «إييرا موني ميتامورفوسيوس تو سوتيروس» يقع على بعد مسافة 8 كيلومتر (5 ميل) من الطريق المؤدي إلى أعلى التلة، ويرجع تاريخ بناءه إلى القرن الحادي عشر تقريباً. ويوجد قبر تاريخي يقع بالقرب من المدينة، وليس بعيداً عن قرية كاريا الجبلية، يقع نُصب لتخليد معركة ترموبيل مع ختم لملك إسبرطة ليونيداس.

## وصلات خارجية
- دليل لزيارة كامينا فورلا (باليونانية)
- ينابيع كامينا فورلا الحارة ومعلومات أخرى (باليونانية)